# Scotinotylus eutypus
Scotinotylus eutypus är en spindelart som först beskrevs av Chamberlin 1948.  Scotinotylus eutypus ingår i släktet Scotinotylus och familjen täckvävarspindlar. Inga underarter finns listade i Catalogue of Life.